# Nurit Peled-Elhanan
Nurit Peled-Elhanan (1949) é uma filóloga e militante pacifista israelense, professora de Literatura Comparada da Universidade Hebraica de Jerusalém e uma das fundadoras da associação Bereaved Families for Peace.
É filha de Mattityahu Peled, general do Exército de Israel, que, após atuar na Guerra dos Seis Dias, tornou-se um respeitado acadêmico, chefe do Departamento de Língua e Literatura Árabe da Universidade de Tel Aviv. Como membro do Knesset, foi também um duro crítico da colonização israelense dos territórios palestinos, radicalmente pacifista e um dos principais defensores do diálogo entre Israel e a OLP, bem como da devolução dos Territórios Ocupados, em cuja conquista ele pessoalmente estivera envolvido.
Após a morte de sua filha de 13 anos, em 1997, em um atentado suicida palestino, Nurit Peled passou a criticar publicamente a ocupação da Cisjordânia e da Faixa de Gaza por Israel. Segundo Peled-Elhanan, o país adota uma política míope que recusa o reconhecimento dos direitos do outro e fomenta o ódio e os conflitos.
Em 2001, recebeu o Prêmio Sakharov para a Liberdade de Pensamento, atribuído pelo Parlamento Europeu, "como representante de todos os israelenses que preconizam uma solução negociada do conflito e reivindicam claramente o direito à existência dos dois povos e dos dois estados com direitos iguais".
Izzat Ghazzawi, escritor e crítico literário palestino, igualmente militante pacifista e que também perdeu um filho no conflito, recebeu o prêmio ao mesmo tempo.

## Carreira acadêmica
Peled-Elhanan é professora de linguagem da educação na Universidade Hebraica de Jerusalém. Seu livro Palestine in Israeli Books: Ideology and Propaganda in Education, ganhou uma tradução em português em 2019 com o título Ideologia e propaganda na educação: a Palestina nos livros didáticos israelenses. Como tradutora, verteu para o hebraico, os livros Le racisme (1982), de Albert Memmi e Écrire (1993), de Marguerite Duras.